# Cary Grant
Cary Grant (eredeti nevén Archibald Alexander Leach) (Bristol, Anglia, 1904. január 18. – Davenport, Iowa, 1986. november 29.) brit születésű amerikai Életmű Oscar-díjas színész. Minden idők egyik legkiválóbb színésze, Hollywood aranykorának egyik vezető alakja. Számos filmtörténeti klasszikusban játszott főszerepet. Olyan Hitchcock-filmekben szerepelt, mint az Észak-északnyugat, a Forgószél Ingrid Bergmannal és a Fogjunk tolvajt! Grace Kellyvel az oldalán. Legendás párost alkotott még Audrey Hepburnnel az Amerikai fogócskában és Katharine Hepburnnel a Párducbébiben.

## Élete és filmes pályája
Archibald Alexander Leach néven az angliai Horfieldben született, a család egyedüli gyermekeként. Gyermekkora boldogtalanul telt, édesanyja, Elsie elméje elborult, aki végül is egy elmegyógyintézetbe került, amikor Archie 9 éves lett. Az apja soha nem mondta meg neki az igazat, és csak 20 évvel később tudta meg, hogy az édesanyja még él. Édesapja, Elias Leach szabósegédként dolgozott. Később apjával annak anyjához költöztek. Nagyon magányos volt. Viszont tagja lett a frissen alakuló cserkészmozgalomnak, és rendkívül élvezte a közös programokat. Az első világháború kitörése után, életkorára való tekintettel légoltalmi felügyelő lett.
Tizenhárom évesen megszökött egy vándorcirkusszal. Három év múlva New York felé hajózott Bob Pender akrobatáival, majd Amerikában táncoskomikus lett. A Broadway-musicalekben aratott sikerek után, huszonhét évesen kapott filmszerződést, de változtatnia kellett brit „akcentusán” és művésznevet vett fel. Így lett Cary Grant.
1931-ben, huszonhét évesen leszerződtette a Paramount Pictures. Egy barátnője megkérte, végszavazzon neki a próbafelvételén. Így is történt, és a filmesek észrevették, hogy egy „óriás fekszik a parton”, ezért inkább őt szerződtették. Hamarosan felfigyelt rá Mae West, a halványuló csillag is. Cary Grant további ismert filmpartnerei voltak Marlene Dietrich, Katharine Hepburn, Jean Arthur, Ingrid Bergman, Grace Kelly, Audrey Hepburn és Eva Marie Saint.
1933 novemberében hazalátogatott Angliába. Családja nagy örömmel fogadta, és még intézetben élő édesanyját is meglátogatta. Idővel elkezdett a Paramount vezetőségével elégedetlenkedni. Úgy érezte, nem kap megfelelő szerepeket és elegendő fizetést. Elhatározta, hogy amint lejár a szerződése többször nem ír alá hosszabb időre.
A második világháború kitörése után tenni akart valamit. Más lehetősége nem lévén, fizetésének jelentős részét felajánlotta a brit háborús erőfeszítések javára, és az amerikai haderők laktanyáiban is sokat vendégeskedett.
1949 karácsonyára nagyon belefáradt a filmezésbe. Változások történtek: a produkciók hossza megnőtt, ez a forgatások időtartamát is növelte. Olyan forgatókönyveket utasított vissza ezekben az években, mint a Római vakáció, a Csillag születik, vagy a Sabrina. A Büszkeség és szenvedély című filmet Spanyolországban forgatták.
Alfred Hitchcock négy filmjében is szerepelt: (Gyanakvó szerelem; Forgószél; Fogjunk tolvajt!; Észak-Északnyugat), valamint George Cukor (Sylvia Scarlett, Vakáció, Philadelphiai történet), Howard Hawks (Ez a lehetetlen Bébé úr) és Leo McCarey (Kár volt hazudni, Félévente randevú) filmjeiben is főszerepet játszott.
1966-ban vonult vissza a filmes pályától. Frank Sinatra kezéből vehette át életművéért az Oscar-díjat.

## Magánélete
1932-ben találkozott Randolph Scott-tal a Hot Saturday forgatásán. Közeli barátságba kerültek és 12 éven keresztül együtt éltek. A tengerparti házat a környék Agglegény tanyának hívta, amit gyakran látogattak női vendégek. Darwin Porter Brando Unzipped (2006) című könyvében azt állítja, Marlon Brando és Grant között létesült homoszexuális viszony is.
Grant ötször nősült. Első felesége Virginia Cherrill színésznő volt. 1934. február 10-én vette feleségül és a következő évben 1935. március 26-án váltak el. Grant az amerikai állampolgárságot 1942. június 26-án szerezte meg. Két héttel később feleségül vette Barbara Hutton-t. 1945-ben elváltak. Grant harmadik felesége Betsy Drake lett. Ez egy hosszú házasság volt 1949. december 25-én esküdtek és 1962. augusztus 14-én váltak szét útjaik hivatalosan is. 1959-ben LSD túladagolás miatt kórházba került. A negyedik házassága Dyan Cannon színésznővel történt, akit 1965. július 22-én vett el Las Vegasban, ebből a házasságból egy leány gyermek született, Jennifer Grant. Cannon 28 éves volt és Grant 61. évét töltötte akkor, Bristolban töltötték a nászutukat. Cannon két évvel később beadta a válókeresetet. 1967. május 28-án elváltak. Grant utolsó házassága Barbara Harris-szel köttetett. 1981. április 11-én házasodtak meg. A pár együtt maradt Grant haláláig. 
Élete utolsó húsz évében nem vállalt több filmszerepet. Archibald Leach-ként élte tovább a felső középosztálybeli üzletemberek életét. 1986. november 29-én agyvérzés következtében halt meg, miközben egy találkozóra készülődött volna Davenportba. Hamvait, kívánságához hűen a Csendes-óceánba szórták.

## Filmjei
- This Is the Night (1932)
- Sinners in the Sun (1932)
- Singapore Sue (1932) (short subject)
- Merrily We Go to Hell (1932)
- Devil and the Deep (1932)
- Blonde Venus (1932)
- Hot Saturday (1932)
- Madame Butterfly (1932)
- Hollywood on Parade (1932) (short subject)
- She Done Him Wrong (1933)
- Woman Accused (1933)
- Hollywood on Parade No. 9 (1933) (short subject)
- The Eagle and the Hawk (1933)
- Gambling Ship (1933)
- I'm No Angel (1933)

- Alice in Wonderland (1933)
- Thirty Day Princess (1934)
- Born to Be Bad (1934)
- Kiss and Make Up (1934)
- Ladies Should Listen (1934)
- Enter Madame (1935)
- Wings in the Dark (1935)
- The Last Outpost (1935)

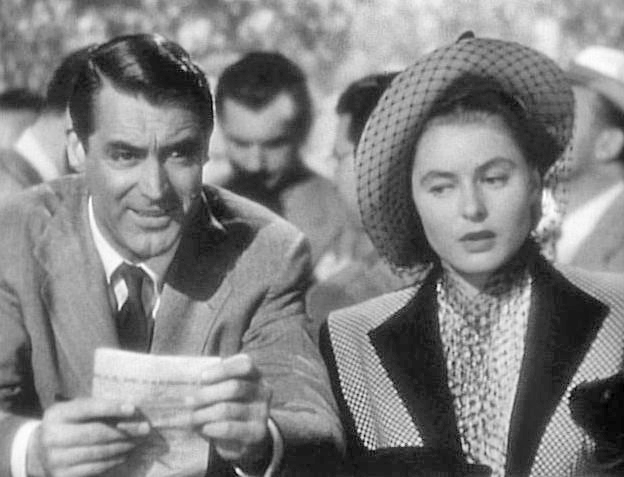
A Forgószél (1946) című filmben Ingrid Bergmannal

- Pirate Party on Catalina Isle (1935) (short subject)
- Sylvia Scarlett (1935)
- Képtelen kaland - The Amazing Quest of Ernest Bliss (1936)
- Big Brown Eyes (1936)
- Suzy (1936)
- Wedding Present (1936)
- When You're in Love (1937)
- Topper (1937)
- The Toast of New York (1937)
- Kár volt hazudni (1937)
- Bringing up Baby (1938)
- A szerelem beleszól (Holiday (1938)
- Gunga Din (1939)
- Only Angels Have Wings (1939)
- In Name Only (1939)
- His Girl Friday (1940)
- My Favorite Wife (1940)
- The Howards of Virginia (1940)
- The Philadelphia Story (1940)
- Penny Serenade (1941)
- Gyanakvó szerelem (1941)
- The Talk of the Town (1942)
- Once Upon a Honeymoon (1942)
- Mr. Lucky (1943)

- Destination Tokyo (1943)
- Once Upon a Time (1944)

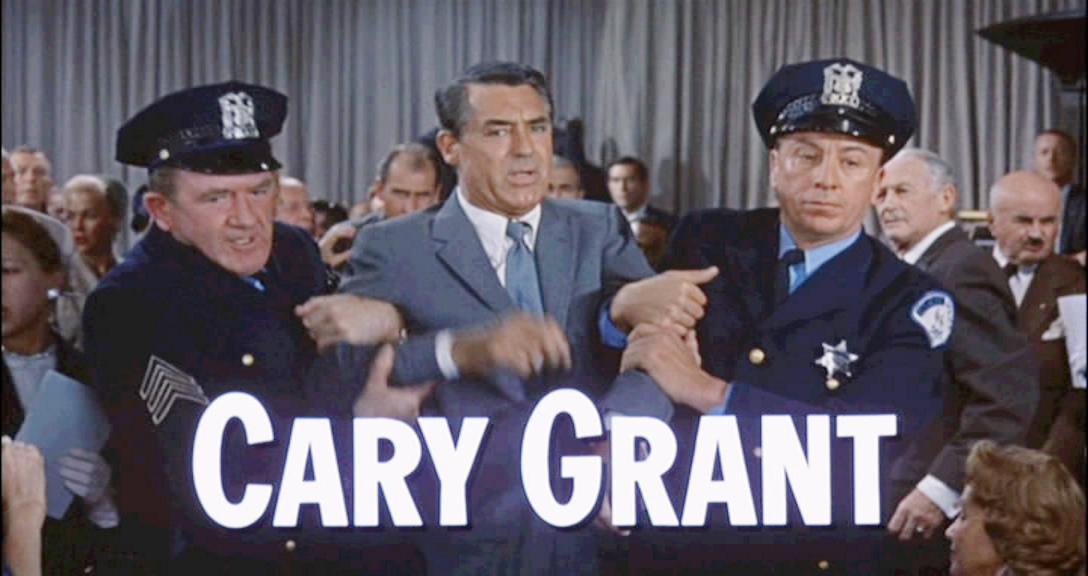
Az Észak-Északnyugat (1959) filmajánlójában

- Road to Victory (1944) (short subject)
- None But the Lonely Heart (1944)
- Arsenic and Old Lace (1944)
- Without Reservations (1946) (Cameo)
- Night and Day (1946)
- Forgószél (1946)
- The Bachelor and the Bobby-Soxer (1947)
- A püspök felesége - The Bishop's Wife (1947)
- Mr. Blandings Builds His Dream House (1948)
- Every Girl Should Be Married (1948)
- I Was a Male War Bride (1949)
- Crisis (1950)
- People Will Talk (1951)
- Room for One More (1952)
- Monkey Business (1952)
- Dream Wife (1953)
- Fogjunk tolvajt! (1955)
- Félévente randevú (1957)
- The Pride and the Passion (1957)
- Kiss Them for Me (1957)

- Indiscreet (1958)
- Houseboat (1958)
- Észak-Északnyugat (1959)

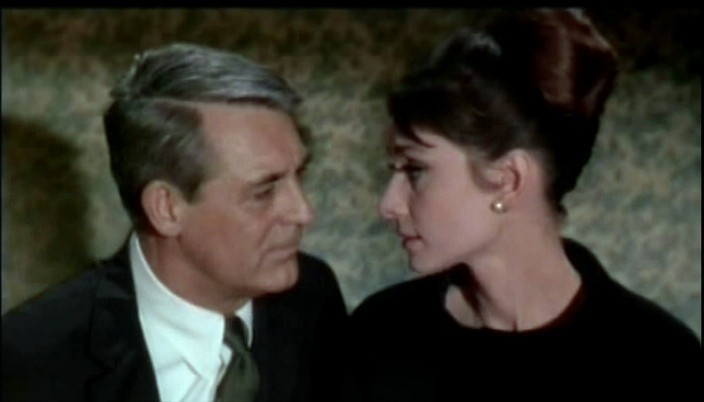
Audrey Hepburnnel az 1963-as Amerikai fogócska című filmben

- Fehérnemű hadművelet (Operation Petticoat) (1959)
- The Grass Is Greener (1960)
- That Touch of Mink (1962)
- Amerikai fogócska (Charade) (1963)
- Father Goose (1964)
- A Tribute to the Will Rogers Memorial Hospital (1965) (short subject)
- Walk, Don't Run (1966)
- Elvis: That's the Way It Is (1970) (documentary)

## Jelentősebb díjak
- 1970: Oscar-életműdíj